# 玉城デニーのすまいるスタジオ
玉城デニーのすまいるスタジオ（たまきデニーのすまいるスタジオ）は、琉球放送で2000年から2002年3月まで放送していたラジオ番組。
当項目ではリニューアル版の『すまいるスタジオ』についても、記載する。 

## 概要
玉城デニーが沖縄県各地から公開生放送をしていた。
2002年1月には玉城が2002年4月の沖縄市長選挙への出馬報道を受けて、琉球放送側の方針で急遽降板する。タイトルを『すまいるスタジオ』にして変更してパーソナリティを交代した。
放送ライブラリーでは2001年8月14日放送分が公開。

## 放送時間
- 9:00 - 11:00
- 9:30 - 13:00

## 出演者
- パーソナリティ
  - 玉城デニー（番組開始 - 2002年1月）
  - 山城智二・中沢初絵
  - はち好・富永麻子
  - 藤田直也

- ラジオカー
  - 伊藤昌子
  - 有銘琴絵

## コーナー
- すまスタがんじゅうアラカルト
- ラジオショッピング
- あまゆんた、くまゆんたラジオカー
- かんたんうちなーぐち講座
- 島々清しゃ
- おしゃもじアラカルト